# Phanerota carinata
Phanerota carinata är en skalbaggsart som beskrevs av Charles Hamilton Seevers 1951. Phanerota carinata ingår i släktet Phanerota och familjen kortvingar. Inga underarter finns listade i Catalogue of Life.